# Copa del Rey juvenil de fútbol 2010
La Copa del Rey juvenil de fútbol 2010 fue la 60.ª edición del campeonato juvenil, disputada entre el mayo y junio de 2011. El campeón fue el Athletic Club tras vencer por 2-1 al Real Madrid en la final, siendo el 9.º título para la entidad.

## Octavos de final
| Equipo local ida    | Resultado | Equipo visitante ida   | Ida | Vuelta |
| ------------------- | --------- | ---------------------- | --- | ------ |
| Real Sociedad       | 4-5       | Deportivo de la Coruña | 1-1 | 3-4    |
| Athletic Club       | 4-0       | Racing de Santander    | 3-0 | 1-0    |
| UD Las Palmas       | 2-5       | Real Madrid            | 2-1 | 0-4    |
| Real Betis          | 3-2       | Real Valladolid        | 1-0 | 1-2    |
| CD Tenerife         | 2-6       | At. de Madrid          | 2-5 | 1-0    |
| Valencia CF         | 5-4       | FC Barcelona           | 1-1 | 2-2    |
| UD Almería          | 1-6       | RCD Español            | 0-4 | 1-2    |
| Nástic de Tarragona | 1-3       | UD Cornellá            | 0-2 | 1-1    |

## Cuartos de final
| Equipo local ida       | Resultado | Equipo visitante ida | Ida | Vuelta |
| ---------------------- | --------- | -------------------- | --- | ------ |
| At. de Madrid          |           | RCD Español          | 1-2 |        |
| UD Cornellá            | 1-5       | Real Madrid          | 1-1 | 0-4    |
| Deportivo de la Coruña | 1-2       | Athletic Club        | 1-0 | 0-2    |
| Valencia CF            |           | Real Betis           | 1-1 |        |

## Semifinal
| Equipo local ida | Resultado | Equipo visitante ida | Ida | Vuelta |
| ---------------- | --------- | -------------------- | --- | ------ |
| Athletic Club    | 4-2       | Valencia CF          | 2-1 | 2-1    |
| RCD Español      | 3-8       | Real Madrid          | 3-4 | 4-0    |

## Final
| 1  | POR | Gorka Magunazelaia      |     |
| 5  | DEF | Jon Aurtenetxe          |     |
| 12 | DEF | Jonás Ramalho           |     |
| 11 | DEF | Aitor «Bilbo»           |     |
| 21 | DEF | Enric Saborit           |     |
| 8  | MED | Iñigo Eguaras           | 82' |
| 10 | MED | Jonxa                   |     |
| 22 | MED | Iñigo Ruiz de Galarreta | 66' |
| 16 | DEL | Aitor Villar            | 92' |
| 24 | DEL | Álvaro Peña             |     |
| 14 | DEL | Guillermo Fernández     | 85' |
| DT | DT  | Bingen Arostegi         |     |

| 1  | POR | Fernando Pacheco |     |  |
| 2  | DEF | Dani Carvajal    |     |  |
| 3  | DEF | «Capote»         |     |  |
| 4  | DEF | Rubén Molero     |     |  |
| 5  | DEF | Jaime            | 62' |  |
| 6  | MED | Álvaro López     | 72' |  |
| 7  | MED | Lucas Vázquez    | 79' |  |
| 8  | MED | Álex Fernández   |     |  |
| 9  | DEL | Fran Sol         |     |  |
| 10 | DEL | Óscar Plano      |     |  |
| 11 | DEL | Pablo Sarabia    |     |  |
| DT | DT  | Alberto Toril    |     |  |

| 23 | DEF | Unai Bustinza  | 66' |
| 2  | DEF | Pedro Altamira | 82' |
| 9  | DEL | Joseba Alkuaz  | 85' |
| 25 | DEF | Jon García     | 92' |

| 15 | DEL | Alipio Duarte | 62' |
| 14 | MED | Mohamed Kamal | 72' |
| 16 | DEL | Rubén Sobrino | 79' |

|  | 15' | Álvaro Peña | 1-0 |
|  | 34' | Villar      | 2-0 |

|  |  | Jon Aurtenetxe |
|  |  | Jonxa          |
|  |  | Aitor Peña     |

|  |     | Óscar Plano     |
|  |     | Pablo Sarabia   |
|  | 92' | Daniel Carvajal |

| Árbitro: | Melero López |

| 1  | POR | Gorka Magunazelaia      |     |
| 5  | DEF | Jon Aurtenetxe          |     |
| 12 | DEF | Jonás Ramalho           |     |
| 11 | DEF | Aitor «Bilbo»           |     |
| 21 | DEF | Enric Saborit           |     |
| 8  | MED | Iñigo Eguaras           | 82' |
| 10 | MED | Jonxa                   |     |
| 22 | MED | Iñigo Ruiz de Galarreta | 66' |
| 16 | DEL | Aitor Villar            | 92' |
| 24 | DEL | Álvaro Peña             |     |
| 14 | DEL | Guillermo Fernández     | 85' |
| DT | DT  | Bingen Arostegi         |     |

| 1  | POR | Fernando Pacheco |     |  |
| 2  | DEF | Dani Carvajal    |     |  |
| 3  | DEF | «Capote»         |     |  |
| 4  | DEF | Rubén Molero     |     |  |
| 5  | DEF | Jaime            | 62' |  |
| 6  | MED | Álvaro López     | 72' |  |
| 7  | MED | Lucas Vázquez    | 79' |  |
| 8  | MED | Álex Fernández   |     |  |
| 9  | DEL | Fran Sol         |     |  |
| 10 | DEL | Óscar Plano      |     |  |
| 11 | DEL | Pablo Sarabia    |     |  |
| DT | DT  | Alberto Toril    |     |  |

| 23 | DEF | Unai Bustinza  | 66' |
| 2  | DEF | Pedro Altamira | 82' |
| 9  | DEL | Joseba Alkuaz  | 85' |
| 25 | DEF | Jon García     | 92' |

| 15 | DEL | Alipio Duarte | 62' |
| 14 | MED | Mohamed Kamal | 72' |
| 16 | DEL | Rubén Sobrino | 79' |

|  | 15' | Álvaro Peña | 1-0 |
|  | 34' | Villar      | 2-0 |

|  |  | Jon Aurtenetxe |
|  |  | Jonxa          |
|  |  | Aitor Peña     |

|  |     | Óscar Plano     |
|  |     | Pablo Sarabia   |
|  | 92' | Daniel Carvajal |

| Árbitro: | Melero López |

|               |
| Campeón       |
| Athletic Club |
| 9.º título    |

- Datos: Q28451062